# John Horbury Hunt
Pour les articles homonymes, voir John Hunt et Hunt.
John Horbury Hunt (né en 1838 et mort le 30 décembre 1904) est un architecte australien d'origine canadienne. À partir de 1863, il travaille à Sydney, ainsi qu'en Nouvelle-Galles du Sud.

## Jeunesse et formation
Né à Saint-Jean (Nouveau-Brunswick), John Hunt est le fils d'un homme travaillant dans la construction. Élevé à Boston, il déménage en Australie en 1863.
Il travaille sept ans à Sydney avec Edmund Blacket (en) avant de s'établir à son compte. Il travaille à des projets très variés, y compris des cathédrales, des églises, des chapelles, des maisons, des homesteads (en), des étables et des écoles.